# Sentier Melati
Le sentier Melati est une rue bruxelloise de la commune d'Auderghem qui relie le boulevard des Invalides à la rue Henri Vandersaenen sur une longueur de 30 mètres.

## Historique et description
Lorsqu'apparu ce petit sentier, le conseil communal lui donna le nom du quartier, le 2 octobre 1959. L'origine du nom est la villa Melati, rasée en 1932 qui se trouvait à proximité.

### Quartier Melati
Au début du XXe siècle, la villa Melati, appartenant au courtier en assurances de Moerloose, se situait chaussée de Wavre, entre les avenue Henri Strauven et avenue Vandromme. 
Ses terres furent loties après la Première Guerre mondiale et la villa rasée (1932). 
Un nouveau quartier fut créé qu'on nomma quartier Melati. 
Certains pensent qu'il existe un rapport entre Melati et le mot néerlandais melaats (lépreux).
La raison en est qu'aux XIIe et XIIIe siècles, les environs de Bruxelles comptaient de nombreuses léproseries (de simples huttes isolées) où ceux-ci vivaient en autarcie.
Auderghem aurait disposé d'une telle léproserie, près de la route Bruxelles – Auderghem. La commune possédait un terrain, le Zieckenhuysblock, aux environs du Sloordelle.